# Katakomby svaté Solomonie
Katakomby svaté Solomonie (anglicky Agia Solomoni Catacombs, řecky Κατακόμβη Αγίας Σολωμονής, Katakómbe Agias Solomones) jsou pro křesťanskou tradici posvátné katakomby v Pafosu na Kypru, kde se za Římské říše ukrývali křesťané.
Jedná se o jednu z nejvýznamnějších křesťanských svatyní na Kypru. Jde o pravoslavný komplex skládající se z několika jeskyní, částečně přirozených a částečně uměle vytesaných. Katakomby se nachází poblíž třídy Apostolou Pavlou.

## Starověk
Katakomby v předkřesťanské době sloužily k pohřbívání a později se staly útočištěm křesťanů za jejich pronásledování v Římské říši. Svatá Solomonie a její synové se zde podle legendy skrývali v roce 168 a při dopadení spáchali sebevraždu. Podle druhé verze legendy do komplexu uprchla svatá Solomonie a byla zde zazděna, načež o 200 let později se zeď otevřela a Solomonie z katakomb vyšla živá a zdravá.

## Středověk
V 9. až 12. století v jeskyních působila kyperská pravoslavná církev. Ve 12. století zde vznikly pravoslavné fresky.

## Současnost
Nedaleko vstupu do katakomb se nachází řečík pistáciový, jehož větve jsou ovázány barevnými stuhami či kapesníky. Podle legendy ti, kdo na strom umístí stuhu či kapesník, budou vyléčeni z nemocí a neduhů. V jeskyni se nachází řada nově umístěných ikon. Řada místních obyvatel i turistů tak činí.